# Черёха (река)
Черёха — река в России, протекает по территории Островского, Порховского и Псковского районов Псковской области. Правый приток реки Великой, длина реки — 145 км, площадь водосборного бассейна — 3230 км² Среднегодовой расход воды — в 14 км от устья 16,3 м³/с. Принадлежит к бассейну Балтийского моря.

## География

Карта бассейна реки Нарва

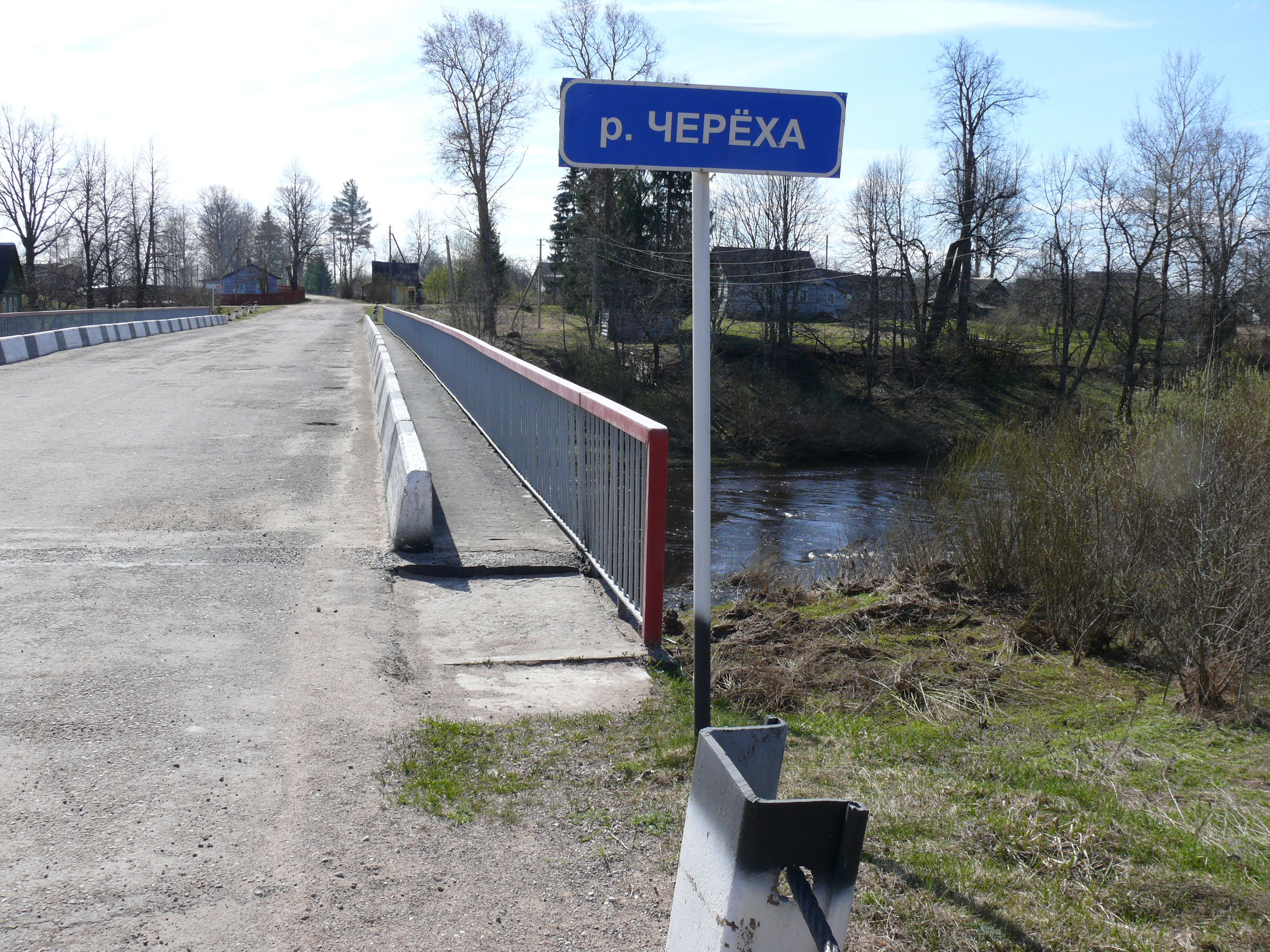
Черёха в деревне Виделебье Карамышевской волости

Черёха вытекает из маленького озера Черешно, расположенного к юго-востоку от города Остров.
Основные притоки: Кебь, Боровенка, Дубенка, Дубня, Золотовка, Лзна, Лиственка, Любашиха, Невля, Олешенка, Петенка, Полонка, Чересок.
На реке расположены одноимённая деревня Черёха, деревня Ворогушино Псковского района, село Славковичи Порховского района.
После истока течёт на север, сильно петляя. Течение вначале быстрое, потом ослабевает, по берегам леса чередуются с заболоченными лугами. Достигнув железной дороги Бологое — Псков, поворачивает на запад и начинает течь вдоль неё по заболоченной низине. В 10 километрах от устья принимает справа крупнейший приток — Кебь.
Черёха впадает в Великую в черте города Псков. Высота устья — 30,6 м над уровнем моря. В устье реки на правом берегу расположен сам Псков и его пригородный микрорайон — посёлок Лопатино («Псковкирпич»), а на левом — деревня Черёха.

## Данные водного реестра
По данным государственного водного реестра России, относится к Балтийскому бассейновому округу, водохозяйственный участок реки — Великая. Относится к речному бассейну реки Нарва (российская часть бассейна).